# Ладак
Ладак је област која се води као територија Индије и део је области Кашмир око које се споре Индија, Пакистан и Кина. Ладак се граничи са аутономном области Тибет на истоку, савезном државом Химачал Прадеш на југу, територијама Џаму и Кашмир и Гилгит-Балтистан на западу и Синђан на северу. Ладак је највећа и друга најмање насељена територија Индије.